# バークリウム
バークリウム (英: berkelium [bərˈkiːliəm, ˈbɜːrkliəm]) は、原子番号97の元素。元素記号は Bk。アクチノイド元素の一つ。超ウラン元素でもある。安定同位体は存在しない。比重は14.78、融点は986℃（1000K程度）。原子価は+3、+4価（+3価が安定）。物理的、化学的性質の詳細はよく分かっていない。
バークリウムには3つの同素体があり(α、β、γ)、結晶構造はそれぞれ六方最密、面心立方、体心立方である。

## 名称
元素名は、初めて発見された場所（カリフォルニア大学バークレー校）の地名（バークレー）に由来する。

## 歴史
1949年、アメリカのシーボーグらが、アメリシウム241にアルファ粒子を当てて、バークリウム243を作った（発見した）。

## 特徴

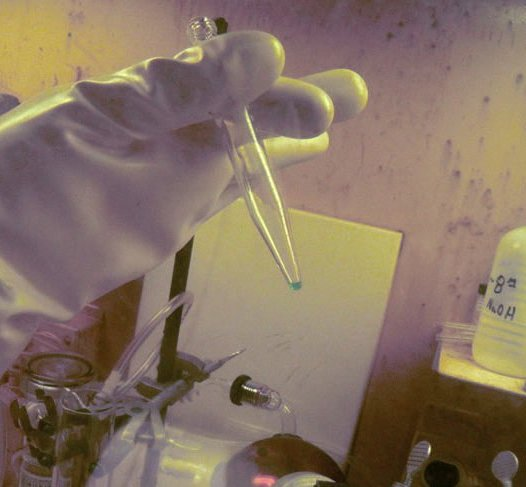
硝酸バークリウム(III)の溶液

バークリウムは320日の半減期を持つバークリウム249を目に見えるほどの量を使い、その特徴のうちいくつかを決定した。
バークリウムの単体は銀白色の金属であることが判明しているが、結晶構造をはじめとして物理的性質や化学的性質は大半が推定に基づくものである。バークリウムは高い温度で容易に酸化され、希鉱物酸にも容易に溶ける金属だと思われる。
X線回折によって、酸化バークリウム(IV) (BkO2)、フッ化バークリウム(III) (BkF3)、一塩化酸化バークリウム(III) (BkOCl)、酸化バークリウム(VI) (BkO3) のようなさまざまなバークリウム化合物が識別された。
1962年には、重さ10億分の3 gの塩化バークリウム(III) (BkCl3) が合成された。これは、初めての純粋なバークリウム化合物であった。

## 用途
バークリウムは他のアクチノイド系列と同じように体内に蓄積する。バークリウムは基礎研究以外の既知の用途がなく、生物学的機能を持たない。また、バークリウムの放射能は強力で非常に危険である。

## 同位体
バークリウムには19の同位体が存在する。質量範囲は235から254まで。比較的安定している同位体は、1380年の半減期を持つバークリウム247、9年の半減期を持つバークリウム248、サイクロトロンで作られ、320日の半減期を持つバークリウム249である。残りの同位体は、5日未満である半減期を持っている。また、これらの同位体のほとんどは、5時間未満の半減期を持っている。
さらに、バークリウムには2つの核異性体が存在する。23.7時間の半減期を持つ 248mBk は核異性体の中で最も長い半減期を持つ。